# Richard Bruhn
Richard Bruhn (* 25. Juni 1886 in Cismar; † 8. Juli 1964 in Düsseldorf) war ein deutscher Manager in der Automobilindustrie, der ab 1932 als Vorstandsvorsitzender der Auto Union AG und nach dem Zweiten Weltkrieg als Geschäftsführer und Aufsichtsratsvorsitzender der neu gegründeten Auto Union GmbH wirkte.

## Leben
Nach dem Besuch der Volksschule machte Richard Bruhn eine Lehre als Elektriker und wechselte danach in den Kaufmannsberuf. 1907 wurde er Kaufmännischer Angestellter im Ingenieurbüro der AEG in Bremen. 1910 übernahm er die Kaufmännische Leitung der AEG-Niederlassung  in London. Während des Ersten Weltkriegs leistete Bruhn von 1914 bis 1918 Kriegsdienst. Nach dem Krieg begann er an der Universität Kiel ein Studium der Nationalökonomie, das er im Jahre 1921 mit der Promotion abschloss.
Direkt nach dem Studium wurde Richard Bruhn Kaufmännischer Direktor bei dem Unternehmen Neufeldt & Kuhnke in Kiel. Im Jahr 1927 wurde er Mitglied des Direktoriums bei Junkers in Dessau. 1929 wechselte er in den Vorstand der Pöge Elektricitäts-AG in Chemnitz.
Eine Wende hin zum Automobilbau bedeutete 1930 seine Berufung durch die Sächsische Staatsbank als Beauftragter der Bank in den Vorstand der Zschopauer Motorenwerke J. S. Rasmussen (DKW). In der Folge bereitete er die Gründung der Auto Union AG vor, deren Vorstandsvorsitzender er 1932 wurde. Zum 1. Mai 1933 trat er der NSDAP bei (Mitgliedsnummer 3.544.060). Da es 1934 zwischen dem Auto-Union-Verkaufsleiter Carl Hahn sen. und J. S. Rasmussen zum völligen Zerwürfnis kam, sprachen Bruhn und Hahn Rasmussen die Kündigung aus. Bruhn, der als Vorstandsvorsitzender der Auto Union auch Wehrwirtschaftsführer war, blieb bis zum 7. Mai 1945 in Chemnitz und ging anschließend nach Zwickau. Als kurze Zeit darauf klar wurde, dass der amerikanisch besetzte Teil von Sachsen Teil der Sowjetischen Besatzungszone werden würde, verließ er die Stadt und siedelte in die britische Besatzungszone über. In der Folge wurde Bruhn von der Britischen Besatzungsmacht interniert und musste sich dem Entnazifizierungsverfahren stellen. Obgleich Bruhn als Leiter der Auto Union auch für die Beschäftigung von tausenden Kriegsgefangenen und Fremdarbeitern die Verantwortung trug, wurde er im Spruchkammerverfahren als unbelastet freigesprochen und ging nach seiner Entnazifizierung ins bayrische Ingolstadt in die Amerikanische Besatzungszone Deutschlands. Dort war zur Sicherstellung der Ersatzteilversorgung für die in der späteren Trizone noch laufenden DKW-Fahrzeuge bereits im Dezember 1945 zunächst das „Zentraldepot für Auto Union Ersatzteile GmbH“ gegründet worden.
Richard Bruhn zählte zusammen mit Carl Hahn sen., seinem ehemaligen Stellvertreter im Vorstand der „alten“ Chemnitzer Auto Union AG, zu den Initiatoren der Anfang September 1949 mit Krediten der Bayerischen Staatsregierung und Marshallplan-Hilfen aus dem „Zentraldepot“ entstandenen Auto Union GmbH. Bruhn war deren erster Geschäftsführer.
Neben der Verleihung der Ehrendoktorwürde 1952 durch die RWTH Aachen für seine Verdienste um die deutsche Kraftfahrzeugindustrie erhielt Bruhn 1953 auch das Große Verdienstkreuz der Bundesrepublik Deutschland. Am 6. November 1956 schied Bruhn aus der Auto-Union-Geschäftsführung aus; er blieb aber noch bis 1958 Aufsichtsratsvorsitzender.